# Psammisia hookeriana
Psammisia hookeriana är en ljungväxtart som beskrevs av Johann Friedrich Klotzsch. Psammisia hookeriana ingår i släktet Psammisia och familjen ljungväxter. Inga underarter finns listade i Catalogue of Life.